# ニューオーリンズ・バッカニアーズ
ニューオーリンズ・バッカニアーズ（New Orleans Buccaneers）は、アメリカ合衆国ルイジアナ州ニューオーリンズにかつて存在したABAのバスケットボールチーム。
ABAに加入した年のABAファイナルでは、ピッツバーグ・パイパーズにプレイオフ決勝で敗れた。
フランチャイズは、経済的に大きな市場ではなく、1969-70シーズン終了後に、メンフィスに移転、メンフィス・プロズとなったものの、メンフィス・タムズ、メンフィス・サウンズと改名を繰り返し、最終的にボルチモアに移転し、ボルチモア・クローズとなった。